# 愛知県道405号小松原小池線

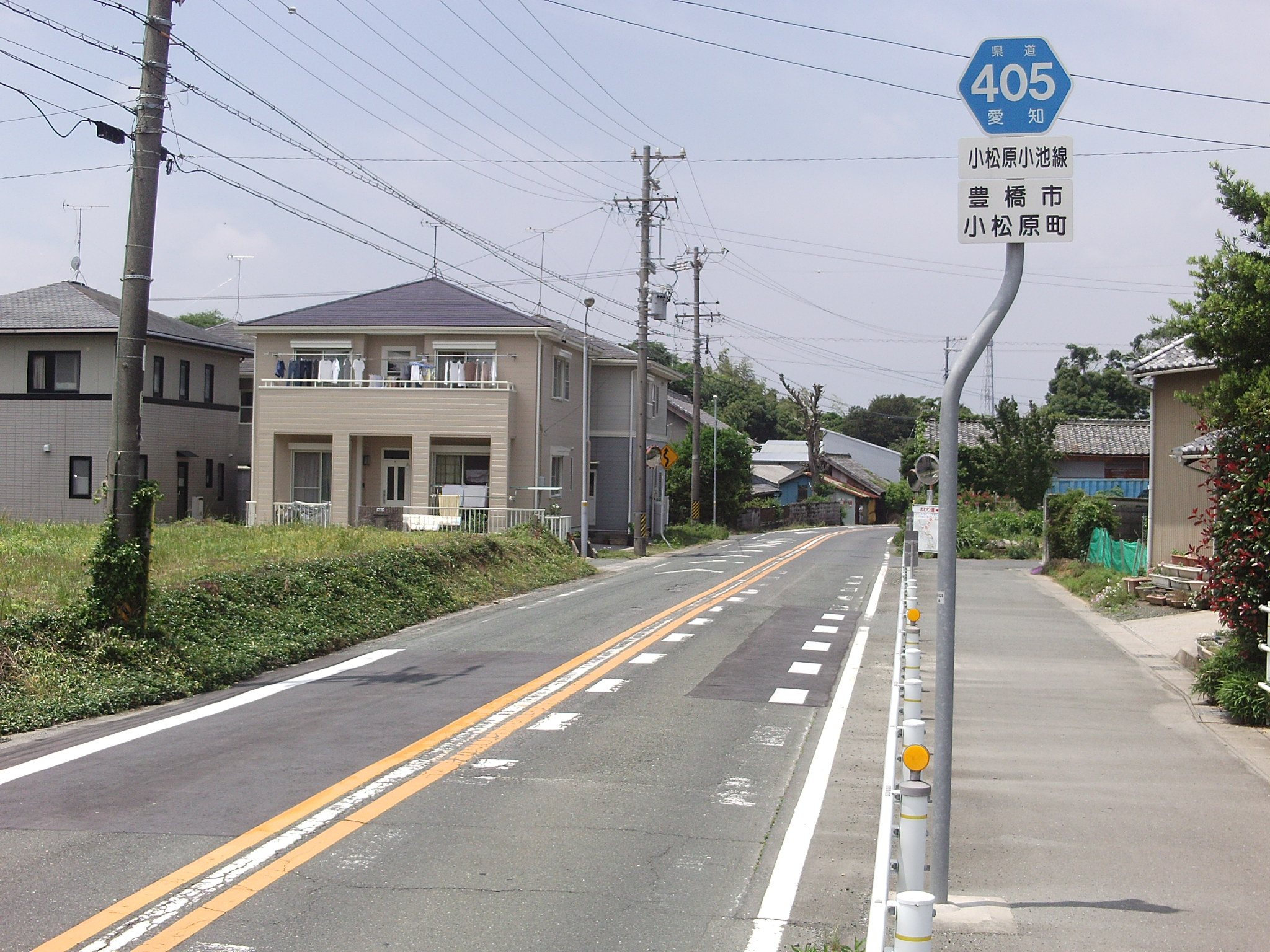
小松原町の起点付近。

愛知県道405号小松原小池線（あいちけんどう405ごう こまつばらこいけせん）は、愛知県豊橋市内を通る一般県道である。

## 概要
豊橋市の市街地と太平洋岸（表浜）を結ぶ路線の1つである。市街化やモータリゼーションの進展により、市街地では交通量が多く、特に北山町前後では交通集中や小松交差点が五叉路であるなどの理由で流れが悪いことが多い。車線幅拡張や右折レーン・歩道の設置が進められているが、流れの改善には至っていない。

### 路線データ
- 本線：Google マップ
- 起点：愛知県豊橋市小松原町（愛知県道404号小松原二川停車場線交点）
- 終点：愛知県豊橋市小池町（小池跨線橋南交差点：国道259号交点）
- 路線延長：約9.7km

## 沿革
- 1959年12月15日 認定

## 地理
太平洋岸に近い豊橋市小松原町の集落が起点。途中愛知県道31号東三河環状線交点辺りまで、渥美半島の付け根に当たる天伯原という長閑な丘陵地帯を走る。この区間は一部愛知県道406号東七根藤並線と重複しており、豊橋技術科学大学もその重複区間沿線にある。
梅田川を渡り愛知県道31号東三河環状線を過ぎて再び台地（高師原）に上ると、一転して飲食店など郊外ロードサイド店舗が建ち並ぶ賑やかな通りとなる。五叉路の小松交差点から斜め左に入る道が当線の旧道であるが、現道は一旦東に逸れる。この間愛知県道502号豊橋環状線との僅かな重複区間が、当線唯一の4車線区間。再び2車線道路に戻って旧市街の中を進み、新幹線の高架を潜った所が終点の交差点である。

### 沿線周辺
- 東観音寺
- 浜田川
- 豊橋市環境部資源化センター
- 豊橋技術科学大学
- 精文館書店 西幸店
- マクドナルド 豊橋曙町店
- 豊橋南消防署
- ヒマラヤ 豊橋店
- DCM 豊橋山田店
- 小池神社
- 豊橋鉄道渥美線 小池駅

### 交差・接続する道路
- 国道42号（表浜街道）（愛知県道404号小松原二川停車場線経由）
- 愛知県道404号小松原二川停車場線（当線起点、小沢小学校北西交差点：分岐）
- 愛知県道406号東七根藤並線（一の沢交差点・天伯交差点間で重複）
- 愛知県道31号東三河環状線（浜道南交差点）
- 豊橋市道三本木町・曙町14号線、同・曙町・西幸町54号線（曙町交差点：県道31号移設計画ルート）
- 愛知県道386号平井牟呂大岩線（立岩街道）（北山交差点）
- 愛知県道502号豊橋環状線（諏訪神社南交差点・高師石塚町交差点間で重複）
- 国道259号（田原街道）（小池跨線橋南交差点：丁字交差）

## バス路線
- 豊鉄バス
  - 豊橋技科大線：豊橋駅前 - 豊橋技科大前
  - 三本木線：豊橋駅前 - 北山 - 三本木

## 別名
- 小松原街道（豊橋市）